# Перло
Перло (итал. Perlo) је насеље у Италији у округу Кунео, региону Пијемонт.
Према процени из 2011. у насељу је живело 130 становника. Насеље се налази на надморској висини од 745 м.

## Становништво
Према резултатима пописа становништва 2011. у општини је живело 126 становника.
| 1931. | 1936. | 1951. | 1961. | 1971. | 1981. | 1991. | 2001. | 2011. |
| ----- | ----- | ----- | ----- | ----- | ----- | ----- | ----- | ----- |
| 425   | 451   | 411   | 273   | 247   | 184   | 164   | 130   | 126   |